# Katiannidae
Famille
Les Katiannidae sont une famille de collemboles.
Elle comporte plus de 210 espèces dans 17 genres actuels.

## Liste des genres
Selon Checklist of the Collembola of the World (version du 15 août 2019) :
- Katiannini Börner, 1913
  - Arborianna Bretfeld, 2002
  - Betschurinus Dallai & Martinozzi, 1980
  - Dalianus Cassagnau, 1969
  - Gisinianus Betsch, 1977
  - Katianna Börner, 1906
  - Katiannellina Delamare Deboutteville & Massoud, 1963
  - Katiannina Maynard & Downs, 1951
  - Neokatianna Snider, 1989
  - Papirinus Yosii, 1954
  - Parakatianna Womersley, 1932
  - Polykatianna Salmon, 1946
  - Pseudokatianna Salmon, 1944
  - Rusekianna Betsch, 1977
  - Sminthurinus Börner, 1901
  - Stenognathellus Stach, 1956
  - Zebulonia Betsch, 1970
  - † Keratopygos Christiansen & Pike, 2002
- Vesicephalini Richards, 1968
  - Vesicephalus Richards, 1964
- tribu indéterminée
  - † Cretokatianna Sánchez-García & Engel, 2016

## Publication originale
- Börner, 1913 : Die familien der Collembolen. Zoologischer Anzeiger, vol. 41, p. 315–322 (texte intégral).